# Silene tatarinowii
Silene tatarinowii är en nejlikväxtart som beskrevs av Eduard August von Regel. Silene tatarinowii ingår i släktet glimmar, och familjen nejlikväxter. Inga underarter finns listade i Catalogue of Life.